# Pfarrkirche St. Elisabeth (Wien-Wieden)

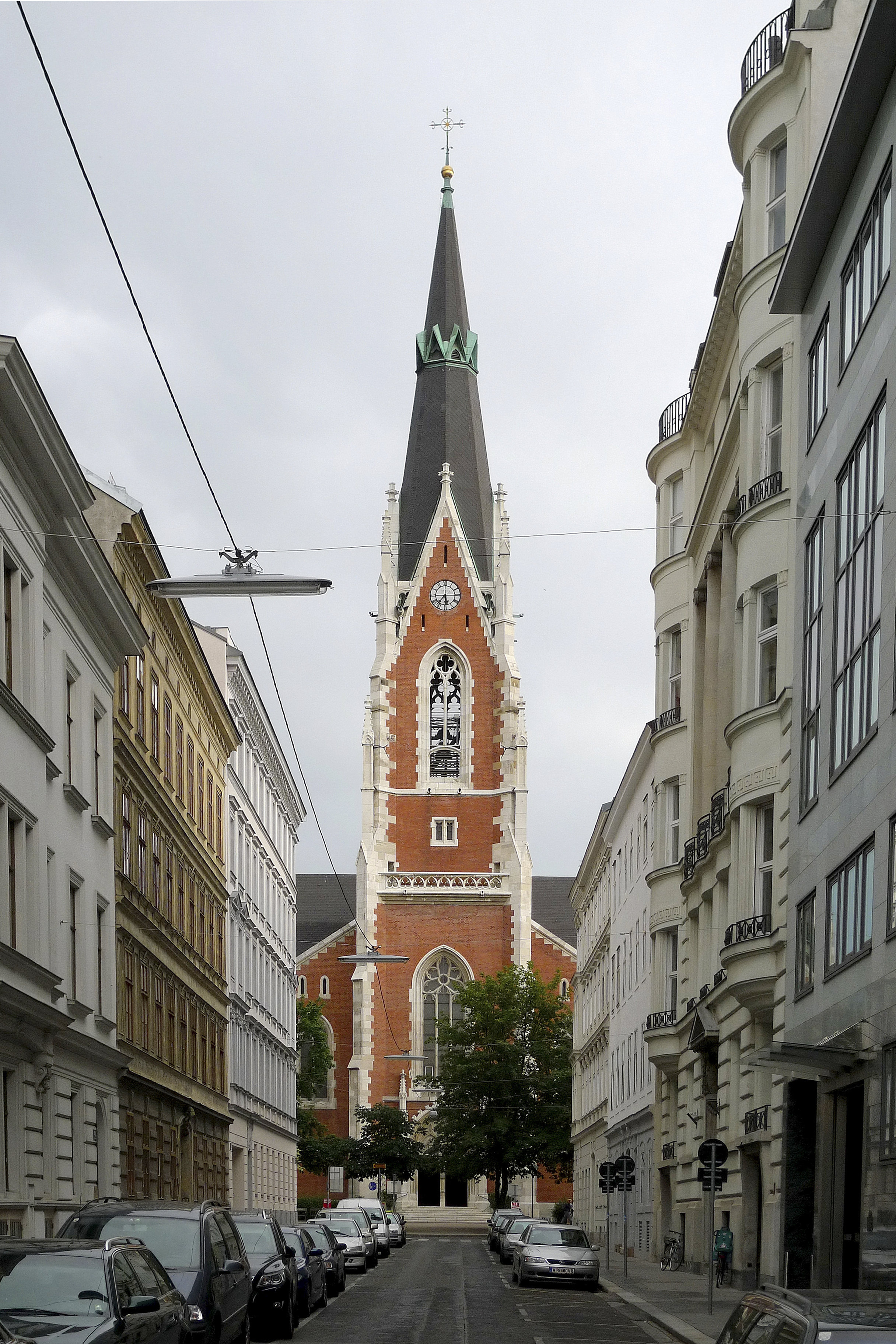
Aufgrund ihrer Lage inmitten der Argentinierstraße ist die Kirche schon von weitem sichtbar

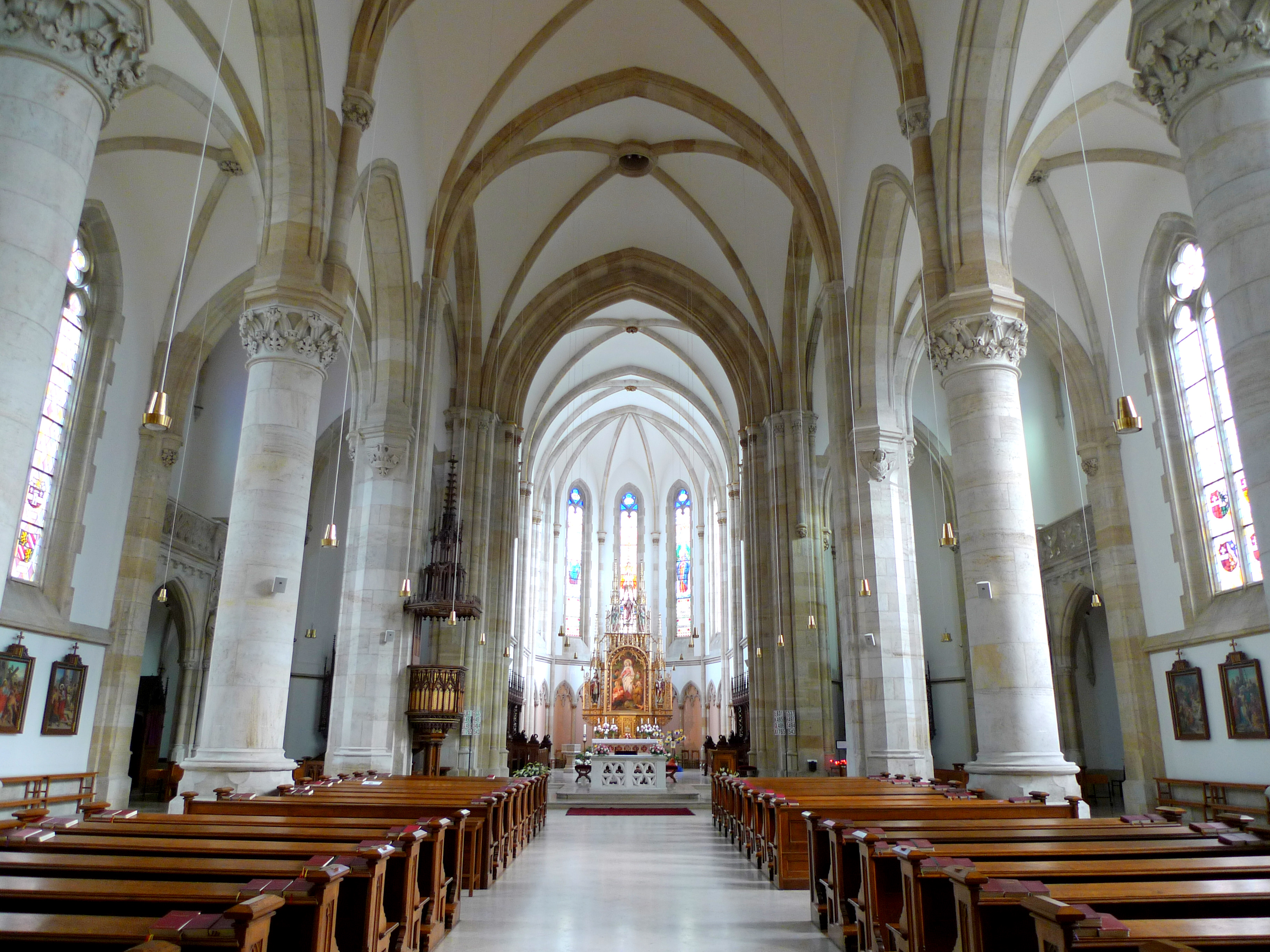
Innenansicht

Die Wiedener Elisabethkirche ist eine freistehende Kirche am St.-Elisabeth-Platz im 4. Wiener Gemeindebezirk Wieden in Wien. Die römisch-katholische Pfarrkirche wurde 1868 der hl. Elisabeth geweiht und ist seit 1. Jänner 2017 Pfarrkirche der neu errichteten „Pfarre zur Frohen Botschaft“. Sie gehört zum Stadtdekanat 4/5 im Vikariat Wien Stadt der Erzdiözese Wien. Die Kirche steht unter Denkmalschutz.

## Geschichte
Durch einen Erlass des Kultusministeriums vom 10. April 1857 wurde der Kirchenneubau angeordnet, der aus den Mitteln des Religionsfonds finanziert werden sollte. Geplant wurde die Kirche vom Architekten Hermann von Bergmann. Im März 1859 legte er die Pläne vor und wurde mit der Fertigstellung bis Ende 1862 betraut. Dieser Zeitplan konnte allerdings nicht eingehalten werden. Erst 1866, am Tag vor dem Namenstag von Kaiserin Elisabeth am 18. November, wurde die neue Pfarrkirche auf der Wieden feierlich eingesegnet. Die eigentliche Weihe fand schließlich nochmals zwei Jahre später am 8. Oktober 1868 statt. Nach 1945 wurden das Gewölbe und die Altäre restauriert.
Mit 1. Januar 2017 wurde die Pfarrgemeinde St. Elisabeth – und damit auch die St. Elisabeth-Kirche – als eine von vier Pfarrgemeinden (neben St. Florian, St. Thekla und Wieden-Paulaner) in die neu errichtete Pfarre zur Frohen Botschaft eingegliedert.

## Architektur
Die in der Mitte des St.-Elisabeth-Platzes und damit auch mitten im sogenannten Karolinenviertel liegende Kirche steht in der Sichtachse der ansteigenden Argentinierstraße. Die neugotische Staffelhalle mit Nord – Süd ausgerichtetem Langhaus, Querschiff und einem polygonalen Chor im Süden hat einen in die Nord- und zugleich Hauptfassade eingesetzten Turm zur Argentinierstraße. Er ist 74 Meter hoch.
Das kielbogige, krabbenbesetzte Hauptportal zeigt im Tympanon in drei Steinreliefs des Bildhauers Rudolf Zafouk die „Sieben Werke der leiblichen Barmherzigkeit“. Das siebte Werk der Barmherzigkeit – „Hungernde speisen“ – wird von der hl. Elisabeth am Mittelpfeiler verkörpert, sie hält in ihren Händen sowohl Rosen ("Rosenwunder") als auch einen Brotlaib.
Das massive, dem Rundfenster des westlichen Querhauses direkt vorgesetzte Steinkruzifix sowie die darunter befindliche Schmerzensmutter-Darstellung stammen vom Bildhauer Johann Feßler.
Franz Melnitzky fertigte die beiden Reliefs „Geburt Christi“ und „Christus am Ölberg“ an den Langhaus-Fassaden der St. Elisabethkirche.

## Ausstattung
Die neugotische Kircheneinrichtung stammt aus der Bauzeit. Der neun Meter hohe, neugotische Hochaltar ist aus Eichenholz, reich geschnitzt und komplett vergoldet. Er wurde, wie die komplette Inneneinrichtung, vom Architekten Josef Erwin von Lippert konzipiert. Das Altarblatt hl. Elisabeth ist vom Maler Franz Josef Dobiaschofsky von 1866. Das Gemälde zeigt das sogenannte Rosenwunder, in dem sich das Brot in Rosen verwandelt – die geschnitzten Rosen im Rahmen des Hochaltarbildes nehmen darauf Bezug. Im Zuge einer ersten Renovierung 1902 kamen auch die Rundbilder im Chor (in Wachstechnik) vom Maler Ludwig Mayer hinzu. Der gleiche Künstler hatte Jahre zuvor die als Taufkapelle konzipierte Kapelle (heute Wochentagskapelle) mit Fresken ausgestattet. In den Lünetten der Kapelle sind die Darstellungen „Taufe Christi“, „Noahs Opfer“ und „Sintflut“, datiert 1867. Für die neugestaltete Wochentagskapelle (1984) fertigte der Goldschmied Ernst Grandegger den modernen Tabernakel und das Kreuz mit den emaillierten Enden.
Die beiden Seitenaltäre enthalten Altarbilder von Josef Kessler (datiert 1866). Der linke Seitenaltar zeigt Maria, der rechte Seitenaltar eine Herz-Jesu-Darstellung. In mittelalterlicher Tradition verwendete der Maler einen ornamentierten Goldgrund, gemalt auf Holz.

### Orgel
Die Weihe der ersten Orgel der Elisabethkirche fand 1867 statt. Sie wurde im Zuge der Kirchenrenovierung 1902 durch eine neue Orgel ersetzt. Diese war nach zahlreichen Reparaturen seit 1979 gänzlich unspielbar. Die dritte Orgel wurde 1985 von Gerhard Hradetzky errichtet und verfügt über 38 Register auf drei Manualen und Pedal.